# 난황낭

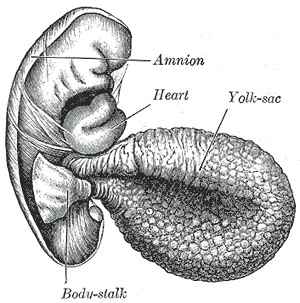
인간의 난황낭 도해

난황낭(卵黃囊)은 배아를 감싸는 얄팍한 주머니를 일컫는 말로, 수정된 난자에서 관찰할 수 있다. 난황 속 배아에게 혈액을 공급하는 역할을 하며, 인간의 경우 배아가 성장하면서 난황낭 대부분이 초기 내장에 융합된다.